# 賈膺福
賈膺福（7世纪?—713年7月29日），唐朝官员，書法家。曹州冤句（今山東省菏澤市曹縣）人。
父賈敦實。歷任左散騎常侍、弘文館學士。善八分書，曾筆《大雲寺碑》、《封禪記》。後因依附太平公主，先天政變中被唐玄宗所殺。